# آرام شاهینیان
آرام آرتاشسی شاهینیان (ارمنی: Արամ Արտաշեսի Շահինյան؛ زادهٔ ۲۶ ژوئن ۱۹۳۸ - درگذشته ۴ فوریهٔ ۲۰۲۰) یک فیزیک‌دان و شیمی‌فیزیک‌دان اهل ارمنستان بود.

## زندگی‌نامه
در ۲۶ ژوئن ۱۹۳۸ در ایروان به دنیا آمد و از دانشگاه دولتی ایروان فارغ‌التحصیل شد. آرتاشس شاهینیان پدر وی بود. وی از ۲۰۰۰ عضو مکاتبه‌ای فرهنگستان ملی علوم ارمنستان بود. وی همچنین برنده دانشمند شایسته جمهوری ارمنستان (۲۰۰۹) شده است. وی ۴ فوریهٔ ۲۰۲۰ در در سن ۸۱ سالگی در ایروان درگذشت.

## یادداشت
1. ↑  քիմիական գիտությունների դոկտոր
2. ↑  ֆիզիկամաթեմատիկական գիտությունների դոկտոր
3. ↑  ֆիզքիմիկոս
4. ↑  Հայաստանի Հանրապետության գիտության վաստակավոր գործիչ